# Senypark (park)
Het Senypark (Frans: Parc Seny) is een park gelegen in de Belgische gemeente Oudergem ten oosten van en aanliggend aan de Vorstlaan. Het park ligt in de vallei van de Woluwe die als een beekje door het park loopt.
Het park bevat 26 bomen die geregistreerd staan op de Inventaris van Natuurlijk Erfgoed van het Brussels Hoofdstedelijk Gewest, waaronder een moseik, een Hongaarse eik (omtrek 2,84 m, hoogte 20 m), een Witte Himalayaberk, een zwarte berk, een kronkelwilg en vier Chinese sequoias waarvan de hoogste 25 m is.
Tot de fauna behoren 14 soorten vleermuizen waaronder eerder zeldzame vale vleermuizen en ingekorven vleermuizen.